# Онистрат, Андрей Аркадьевич
Андрей Аркадьевич Онистрат  (род. 8 октября 1973, Киев) — украинский спортсмен, бизнесмен, банкир, вице-президент Федерации триатлона Украины.
С 21 декабря 2009 года по 1 сентября 2015 — председатель наблюдательного совета банка «Национальный кредит». Ведущий ютуб-канала «Бегущий Банкир».

## Биография
В 2002 году окончил Киевский национальный экономический университет и получил образовательно-квалификационный уровень «магистр финансового менеджмента». В 2005 году стал кандидатом экономических наук и доцентом кафедры банковского дела Киевского национального экономического университета; доцент кафедры международных финансов Киевского национального экономического университета.
Когда осенью 2012 года группа спортсменов — участников Олимпиады 2012 обвинила руководство Федерации лёгкой атлетики Украины в коррупционных схемах и нецелевых тратах средств при подготовке сборной Украины по лёгкой атлетике к Олимпийским играм 2012 года, они представили Андрея Онистрата в качестве желаемого кандидата на пост президента Федерации.
29 ноября 2012 был избран на должность вице-президента Федерации триатлона Украины. В это должности курирует развитие неолимпийских видов триатлона, триатлона среди возрастных групп, любительского триатлона; куратор Континентальной триатлонной лиги.
В 2020 году был ведущим реалити-шоу «Решает Онистрат» (укр. Рішає Оністрат) на телеканале ICTV — украинской адаптацией российского реалити-шоу «Решала» с Владом Чижовым.

## Мотоспортивная деятельность
- Мотоцикл KAWASAKI ZX 10R.
- 2003 год — обладатель Кубка Украины по шоссейно-кольцевым мотогонкам; серебряный призёр чемпионата Украины по шоссейно-кольцевым мотогонкам в классах SSB (Super Sport Bike) и OPEN;
- 2005 год — чемпион Украины в классе «SBK»;

В 2006 году возглавил собственную команду Info300 Racing Team в Чемпионате Украины по шоссейно-кольцевым мотогонкам. В 2006 году команда стала победителем чемпионата Украины в командном зачёте.

## Семья
Женат. Шестеро детей. Живёт в браке с актрисой и телеведущей Валентиной Хамайко (у которой четверо детей от Онистрата).
Один из сыновей, Остап, участвовал в боевых действиях в рядах ВСУ на защите Украины от российской агрессии в составе 68-й отдельной егерской бригады в качестве оператора ударных беспилотных летательных аппаратов; 2 июня 2023 года погиб в боях под Угледаром.